# Вільмар Кабрера
Вільмар Рубенс Кабрера Саппа (ісп. Wilmar Rubens Cabrera Sappa, нар. 31 липня 1959, Серіллос, Уругвай) — уругвайський футболіст, що грав на позиції нападника. Триразовий чемпіон Уругваю, володар Кубка Лібертадорес, Міжконтинентального кубка. У складі збірної — володар Кубка Америки.
Виступав, зокрема, за клуб «Насьйональ», а також національну збірну Уругваю.

## Клубна кар'єра
У дорослому футболі дебютував 1980 року виступами за команду клубу «Насьйональ», в якій провів три сезони. За цей час виборов титул чемпіона Уругваю.
Згодом з 1983 по 1995 рік грав у складі команд клубів «Мільйонаріос», «Валенсія», «Ніцца», «Спортінг» (Хіхон), «Некакса», «Насьйональ», «Уракан Бусео» та «Рампла Хуніорс». Протягом цих років додав до переліку своїх трофеїв ще один титул чемпіона Уругваю.
Завершив професійну ігрову кар'єру у клубі «Рівер Плейт» (Монтевідео), за команду якого виступав протягом 1995—1996 років.

## Виступи за збірну
1983 року дебютував в офіційних матчах у складі національної збірної Уругваю. Протягом кар'єри у національній команді, яка тривала 4 роки, провів у формі головної команди країни 26 матч, забивши 6 голи.
У складі збірної був учасником розіграшу Кубка Америки 1983 року, здобувши того року титул континентального чемпіона та чемпіонату світу 1986 року у Мексиці.

## Тренерська кар'єра
Після завершення ігрової кар'єри став тренером. Працював з клубами Уругваю та Еквадору.

## Титули і досягнення
- Чемпіон Уругваю (3):

«Насьйональ»: 1980, 1983, 1992
- Володар Кубка Лібертадорес (1):

«Насьйональ»: 1980
- Володар Міжконтинентального кубка (1):

«Насьйональ»: 1980
- Володар Кубка Америки (1):

1983